# Malina (mythologie inuit)
Dans la mythologie Inuit, Malina est la déesse du soleil et une des divinités les plus puissants du Panthéon. On la retrouve le plus souvent dans les légendes du Groenland qui la lient étroitement au dieu de la lune, son frère Igaluk (dit aussi Anningan). Malina fuit constamment Anningan à la suite d'un conflit entre les deux (les légendes varient quant à la cause). Leur chasse constante est l'explication traditionnelle du mouvement du Soleil et de la Lune dans le ciel. La chasse a inspiré la tradition du premier lever de soleil du Nouvel An au cours duquel trois Kudliks sont éteints et resserrés.
Malina est aussi associée à Pana, la déesse qui prend soin des âmes des défunts avant leurs réincarnations.

## Histoire
Selon la mythologie Inuit, Malina et son frère Igaluk vivaient ensemble dans un village. Ils étaient très proches durant leur enfance, mais ils sont partis vivre séparément en grandissant, dans les pavillons réservés aux femmes et aux hommes. Un jour, alors qu'Igaluk regardait les femmes, il trouva que sa sœur était la plus belle. Et alors, cette même nuit, alors que tout le monde dormait, il s'introduisit dans la demeure des femmes et la viola. Comme il faisait sombre, Malina fut incapable de dire qui était son agresseur, mais la nuit suivante, quand il recommença, elle recouvrit ses mains avec la suie des lampes et en macula le visage d'Anningan. Après cela, elle prit une lampe et regarda à travers la lucarne du pavillon des hommes. Elle fut surprise de découvrir que le coupable était Igaluk, son propre frère. Alors Malina aiguisa son couteau et se trancha les seins. Elle les mit dans une bassine et la transporta au pavillon des hommes, et présenta le tout à Igaluk, en disant "Puisque je te plais tant, alors mange cela" et s'enfuit par la porte, s'emparant d'une torche au passage. Igaluk la poursuivit, prenant lui-même une torche, et put facilement suivre sa piste, ses traces de pas étant baignées de flaques de sang. Cependant, il trébucha et laissa tomber sa torche, et la flamme s'éteignit, seule une pâle lueur subsista. Finalement, malgré tout, Igaluk rattrapa sa sœur, et ils coururent si vite qu'ils s'envolèrent dans le ciel et devinrent la lune et le soleil. De temps en temps, Igaluk réussit à rattraper sa sœur aînée, Malina, et à profiter d'une brève union avec elle, provoquant une éclipse solaire.
Malina était connue pour sa passion, son courage et sa beauté.

## Tulock
Tulock, selon la mythologie inuite, est l'ennemi juré d'Anningan (Igaluk):
L'histoire dit qu'un guerrier nommé Tulock, après avoir entendu parler de l'inceste d'Anningan, a décidé de le défier au combat. Comme à cette époque Anningan était devenu le soleil, il a conçu un plan pour courir si vite qu'il pourrait atteindre le ciel et verser un seau d'eau mythique sur le soleil pour éteindre ses flammes. Mais en entendant cela, Malina, réalisant l'effet dévastateur qu’entraînerait la perte du soleil, s'est groupée avec Anningan et est devenu une éclipse, de sorte que lorsque Tulock atteignit le ciel, il puisse être piégé. Il est dit après cela, qu'il s'est divisé en mille morceaux, et est devenu les étoiles.